# Lovci Duny
Lovci Duny (v originále Hunters of Dune, 2006) je sci-fi román amerických spisovatelů Briana Herberta a Kevina J. Andersona, který navazuje na sérii Duna, již vytvořil Frank Herbert, otec Briana Herberta. Šestý díl, Kapitula: Duna (Chapterhouse: Dune, 1985), poslední román Franka Herberta, nechal celou sérii nedokončenou.
Příběh sleduje další osudy hlavních postav, Duncana Idaha ztraceného v neznámém vesmíru a jeho milenky Murbelly, která stojí v čele Bene Gesseritu i Ctěných matre a snaží se připravit trosky Starého impéria na obranu před tajemným Nepřítelem.
Sedmý díl vychází přímo z poznámek Franka Herberta, které nastínily, jakým směrem hodlal celou sérii rozvinout. Na Lovce Duny navazuje poslední díl série, Píseční červi Duny (Sandworms of Dune, 2007).

## Příběh
Sledujeme dva v podstatě zcela oddělené příběhy. V první linii se dostáváme na kosmickou „neloď“ pilotovanou Duncanem Idahem, s níž unikl z Kapituly do neznámého vesmíru. Posádku lodi, kterou Idaho pojmenuje Ithaka (upomínkou na Odyssea, protože i on vykonal předlouhou pouť po neznámých mořích) tvoří asi 150 osob, především benegesseriťanek a jejich služebníků. Jejich právoplatnou vůdkyní je Sheena, která dokáže komunikovat s písečnými červy, a Darwi Odradovou, bývalou Matkou představenou byla ustanovena jako jedna z jejích nástupnic. Kromě toho se na Ithace nachází jedenáctiletý klon bašára Milese Tega, geniálního válečníka Bene Gesseritu, a Scytale, poslední z Tleilaxanů, genetických inženýrů. V posádce je také skupina Židů, vedená starým rabínem, kteří kdysi pomohli zachránit Zděděné vzpomínky benegesseriťanek ze zničené planety Lampadasu. V oddělené sekci jsou chováni čtyři futáři – kříženci člověka a šelmy s nesmírně vyvinutými reflexy, kteří byli kýmsi tajemným vypěstováni k zabíjení Ctěných matre. S těmi je zpočátku zacházeno jako s vězni, ale Sheena se s nimi postupně sblíží.
Jejich loď má ohromné zásoby, takže její pouť by mohla pokračovat desítky let, avšak Duncan s Sheenou touží najít planetu, na níž by jim nehrozilo nebezpečí a mohli by zde vypustit sedm písečných červů, které si odnesli z Kapituly před útěkem, a založit tak novou pouštní planetu s melanží. Jednou k Duncanovi náhle promluví neznámý hlas, který se označí jako Orákulum času – což je mytologická bytost, která prý od věků pomáhá gildovním navigátorům při jejich putování zakřiveným prostorem. Orákulum slíbí, že Duncana povede, ten se však snaží uniknout. Na samém konci románu se dozvíme, že Orákulum času je ve skutečnosti Norma Cenva, geniální matematička a zakladatelka Kosmické gildy, která díky speciálním schopnostem a manipulaci s vlastním metabolismem může žít prakticky neomezeně dlouho a její jasnozřivá schopnost dalece přesahuje schopnosti nejlepších navigátorů.
Na své pouti narážejí na planety, zničené Ctěnými matre, i světy, jejichž obyvatelstvo pobila smrtící nákaza rozšířená Nepřítelem. Několikrát také musí použít ohýbače prostoru k rychlému přemístění mezi ohromnými vzdálenostmi, aby tak unikli tachyonové síti, jíž se je Nepřítel snaží polapit a kterou vidí svým vnitřním zrakem pouze Duncan Idaho. Nakonec přistanou na zdánlivě prostém světě, osídleném přátelskými lidmi, o nichž zjistí, že jsou „Psovodi“, chovatelé futárů. Při pobytu na této planetě však vyjde najevo, že její vedení už je infiltrováno Tvarovými tanečníky, kteří podléhají přímo Nepříteli, a v poslední chvíli se Ithace podaří uniknout. Její posádka je přesto šokována, protože tento nový druh Tvarových tanečníků nejsou dokonce ani benegesseriťanky schopny žádným způsobem odlišit od ostatních lidí.
Protože chtějí na svou obranu proti Nepříteli využít veškerý potenciál, vyzvou Scytalea, aby jim ze svých uschovaných buněčných vzorků vypěstoval klony významných hrdinů z minulosti Duny. Postupně je tak znovu na svět přiveden Paul Atreides, lady Jessica, mentat Thufir Hawat, fremenka Chani, doktor Wellington Yueh, klon samotného Scytalea, který cítí, že umírá, planetolog Liet-Kynes, fremenský vůdce Stilgar a „Božský imperátor“ Leto II. Všichni jsou vychováváni tak, aby bylo v budoucnu možné v nich oživit vzpomínky na jejich staré životy, a využít tak jejich schopností.
Duncan je stíhán vzpomínkami na Murbellu, s níž je sexuálně spoután, což rozptyluje jeho pozornost a vede ho k nesprávným rozhodnutím. Tato pouta mu pomůže rozlomit až Sheena pomocí vlastního sexuálního výcviku.
Druhý příběh sleduje Murbellu, která byla Odradovou ustanovena jako druhá dědička jejího odkazu a stojí v čele Bene Gesseritu na Kapitule i Ctěných matre na Uzlu. Jak Bene Gesserit, tak Ctěné matre se na vnucené spojenectví dívají se značnou nelibostí, avšak rozličná povstání se daří Murbelle potlačit a snaží se sebrat všechny síly, aby lidstvo mohlo vzdorovat tajemnému Nepříteli, o němž vědí, že se blíží. Murbella se proto spojí s technickým světem Riches, který pověří úkolem vybudovat co nejsilnější flotilu bojových kosmických lodí. Vyhýbá se naopak spolupráci s Kosmickou gildou, kterou považuje za zrádnou prodejnou organizaci a odpírá jim dodávat koření, jehož je Kapitula prakticky jediným zdrojem.
Proti Murbellinu Sesterstvu je namířeno několik samostatných sekcí Ctěných matre, z nichž nejvýznamnější se nachází na Tleilaxu. Jeho vůdkyně Hellika naváže spolupráci s Kosmickou gildou a Tvarovými tanečníky vedenými Khronem, kteří poprvé projevili vlastní osobnost, vzbouřili se proti svým tleilaxanským Pánům a všechny je pobili, až na Uxtala, Tleilaxana nízkého postavení. Všichni tito spojenci mají pro Uxtala úkol:
- Ctěné matre na něm požadují, aby jim vyráběl jejich adrenalinovou náhražku melanže. To se Uxtalovi po několika neúspěšných pokusech začne dařit.
- Khrone, o němž se dozvíme, že je ve skutečnosti vyslancem Nepřítele (tajemného starce a stařeny, ovládajících tachyonovou síť, s níž se snaží polapit Idahovu loď) má za úkol sehnat pro své vládce Kwisatze Haderacha, který se má v nastávajícím konfliktu stát rozhodující silou. Khrone objeví několik buněčných vzorků z minulosti Duny, z nichž Uxtal vypěstuje nejprve klon Vladimira Harkonnena a posléze i klon Paula Atreida, který má potenciál stát se Kwisatzem Haderachem. Oba jsou vychovávni na Caladanu. Když jsou však v Harkonnenovi probuzeny vzpomínky na jeho minulý život, z neznámého důvodu se v jeho mysli objeví i Paulova sestra Alia, která jej začne trýznit - stejně, jako to dělala mysl Vladimira Alii ve Spasiteli Duny. Ukazuje se také, že Khorne není svým záhadným vládcům zcela loajální a pomýšlí na to, že by bylo nejlépe Tvarové tanečníky zcela osvobodit.
- Kosmická gilda touží po získání alternativního zdroje melanže, a proto vyzývá Uxtala, aby pro ně obnovil její syntetickou výrobu. Uxtal však toto umění starých tleilaxanských Pánů neovládá a když zjistí, že úkol je nad jeho síly, přivede na svět ještě klony jednoho z nich, Pána Waffa. Protože je pod časovým tlakem, oživí Waffovy vzpomínky už ve čtyřech letech věku, což způsobí, že Waffova zděděná paměť má vážné mezery a není jisté, zda dokáže projekt syntetické melanže dokončit.

Hlubokým transem Murbella odhalí původ Ctěných matre. I když pocházejí z odpadlických benegesseriťanek a Rybích mluvčí, fanatické ženské armády imperátora Leta II., jak se už dříve soudilo, jejich nejradikálnější složka povstala z Tleilaxanek. Tleilaxanské ženy byly odedávna zneužívány Tleilaxany jako „nádrže“ na plození genetických klonů – trvale upoutané na lůžko, s omezenou inteligencí a deformovaným tělem. Když se benegesseriťánkám podařilo několik Tleilaxanek unést, náročnou péčí je přivedly k běžnému životu a v Tleilaxankách se probudila zničující agresivita a nenávist.
Hellika se rozhodne oslabit Murbellino Sesterstvo, a proto zničí planetu Riches i se značnou částí připravované Murbelliny armády. Murbella vidí, že musí s Hellikou skoncovat a drtivým útokem porazí tleilaxanské Ctěné matre. V bojích se vyznamená i Janess, jedna ze čtyř dcer, které má Murbella s Duncanem. Při útoku zahyne Uxtal. Po zabití Helliky se ukáže, že odbojná Ctěná matre byla ve skutečnosti Tvarovým tanečníkem – a tak Murbella zjistí totéž, co Duncan - že Impérium je tajně ovládáno Tvarovými tanečníky, kteří infiltrují významné organizace, aniž by je někdo byl schopen rozeznat od běžných lidí a aniž by někdo tušil, komu vlastně slouží.
Po porážce posledních odpadlických Ctěných matre se tak může Sesterstvo plně koncentrovat na obranu proti Nepříteli, jehož povaha je čtenáři odhalena na samém konci románu. Není to nikdo jiný než počítačová všemysl Omnius (který vystupuje v iluzi starce s tachyonovou sítí) a jeho nezávislý robot Erasmus. Vyjde najevo, že Omnius ještě před Služebnickým džihádem vyslal několik stovek sond se svou inkarnací do vzdáleného vesmíru. Když při bitvě o Corrin viděl, že se blíží jeho porážka, vyslal radiový signál se svou aktualizací (obsahující i samostatnou složku Erasmovy paměti) do volného vesmíru s nadějí, že některá z jeho sond ji zachytí. To se skutečně podařilo, ale Omniovi trvalo dlouhá tisíciletí, než dokázal vybudovat fungující říši Synchronizovaných světů. Poté postupně expandoval na další světy, až náhle narazil na hranice Rozptylu a poté, co mu Ctěné matre ukořistily některé ničivé technologie, vydal se po jejich stopě a rozhodl se zlikvidovat celé lidstvo. Postupně dobývá a vyhlazuje jednotlivé planety Rozptylu a jeho armáda se už blíží k hranicím Starého impéria. Kromě zbraní hromadného ničení používá také ničivé viry (daleko vražednější než ty, které vyvinul během Služebnického džihádu). Erasmus navíc na dosud svobodné planety vysílá jako špehy a infiltrátory své Tvarové tanečníky. Jejich zastaralou verzi získal už v době Paula Atreida, kdy Tleilaxan Hidar Fen Adžika vypustil své Tvarové tanečníky, aby pro něj našli vhodnou planetu, na niž by mohl uprchnout, až ovládne výrobu syntetické melanže. Jeho projekt tehdy selhal, ale několik Tvarových tanečníků zajal Erasmus a byl fascinován jejich možnostmi. Proto je během dlouhých staletí stále vylepšoval, až dosáhl dokonalé verze, kterou nikdo nedokáže rozeznat od jejího vzoru a kteří mohou s podobou jiného člověka převzít i značnou část jeho osobnosti.

## Česká vydání
Román vyšel v češtině v r. 2007 a 2023.